# MTV Movie Awards 2004
Confira os vencedores (em negrito) e indicados ao MTV Movie Awards 2004.

## Melhor Filme
- 50 First Dates (Como Se Fosse a Primeira Vez)
- Finding Nemo (Procurando Nemo)
- Pirates of the Caribbean: The Curse of the Black Pearl (Piratas do Caribe - A Maldição do Pérola Negra)
- The Lord of the Rings: The Return of the King (O Senhor dos Anéis - O Retorno do Rei)
- X2: X-Men United (X-Men 2)

## Melhor Ator
- Adam Sandler (50 First Dates)
- Bill Murray (Lost in Translation)
- James Caviezel (The Passion of the Christ)
- Johnny Depp (Pirates of the Caribbean: The Curse of the Black Pearl)
- Tom Cruise (The Last Samurai)

## Melhor Atriz
- Charlize Theron (Monster)
- Drew Barrymore (50 First Dates)
- Halle Berry (Gothika)
- Queen Latifah (Bringing Down the House)
- Uma Thurman (Kill Bill: Vol. 1)

## Melhor Revelação Masculina
- Cillian Murphy (28 Days Later)
- Ludacris (2 Fast 2 Furious)
- Omarion (You Got Served)
- Shawn Ashmore (X2: X-Men United)
- Shia LaBeouf (Holes)

## Melhor Revelação Feminina
- Evan Rachel Wood (Thirteen)
- Jessica Biel (The Texas Chainsaw Massacre)
- Keira Knightley (Pirates of the Caribbean: The Curse of the Black Pearl)
- Lindsay Lohan (Freaky Friday)
- Scarlett Johansson (Lost in Translation)

## Melhor Equipe
- Adam Sandler e Drew Barrymore (50 First Dates)
- Ben Stiller e Owen Wilson (Starsky & Hutch)
- Jack Black e sua banda (School of Rock)
- Johnny Depp e Orlando Bloom (Pirates of the Caribbean: The Curse of the Black Pearl)
- Martin Lawrence e Will Smith (Bad Boys 2)

## Melhor Luta
- Hugh Jackman e Kelly Hu (X2: X-Men United)
- Keanu Reeves e Hugo Weaving (The Matrix Reloaded)
- Queen Latifah e Missi Pyle (Bringing Down the House)
- Dwayne Johnson e rebeldes (The Rundown)
- Uma Thurman e Chiaki Kuriyama (Kill Bill: Vol. 1)

## Melhor Cena de Ação
- Batalha de Gondor (The Lord of the Rings: The Return of the King)
- Fuga de Mongólia (Charlie's Angels: Full Throttle)
- Perseguição com caminhão-guindaste (Terminator 3: The Rise of the Machines)
- Perseguição na auto-estrada (Bad Boys 2)

## Melhor Sequência de Dança
- Ben Stiller e Jennifer Aniston (Along Came Polly)
- Drew Barrymore, Cameron Diaz e Lucy Liu (Charlie's Angels: Full Throttle)
- Omarion, Marques Houston e grupo Lil Saint's Dance (You Got Served)
- Seann William Scott (American Wedding)
- Steve Martin (Bringing Down the House)

## Melhor Beijo
- Charlize Theron e Christina Ricci (Monster)
- Jim Carrey e Jennifer Aniston (Bruce Almighty)
- Keanu Reeves e Monica Bellucci (The Matrix Reloaded)
- Owen Wilson, Carmen Electra e Amy Smart (Starsky & Hutch)
- Shawn Ashmore e Anna Paquin (X2: X-Men United)

## Melhor Vilão
- Demi Moore (Charlie's Angels: Full Throttle)
- Geoffrey Rush (Pirates of the Caribbean: The Curse of the Black Pearl)
- Kiefer Sutherland (Phone Booth)
- Leatherface (The Texas Chainsaw Massacre)
- Lucy Liu (Kill Bill: Vol. 1)

## Melhor Comediante
- Ellen DeGeneres (Finding Nemo)
- Jack Black (School of Rock)
- Jim Carrey (Bruce Almighty)
- Johnny Depp (Pirates of the Caribbean: The Curse of the Black Pearl)
- Will Ferrell (Elf)